# سیارک ۲۷۹۶۰
سیارک ۲۷۹۶۰ (به انگلیسی: 27960 Dobias، نامگذاری:1997SN1) بیست و هفت هزار و نهصد و شصتمین سیارک کشف شده‌است که در ۲۱ سپتامبر ۱۹۹۷ کشف شد.